# Murexsul aradasii
Murexsul aradasii is een slakkensoort uit de familie van de Muricidae. De wetenschappelijke naam van de soort is voor het eerst geldig gepubliceerd in 1883 door Monterosato in Poirier.